# Virginia Minor
Virginia Louisa Minor, née le 27 mars 1824 soit selon les sources dans le comté de Goochland, soit dans le comté de Caroline tous les deux situés dans l'État de Virginie et morte le 14 août 1894 à Saint Louis dans l'État du Missouri est une suffragette et réformatrice sociale américaine, cofondatrice et première présidente de la branche de la National Woman Suffrage Association du Missouri.
Virginia Minor est également célèbre pour avoir déposé auprès de la Cour suprême des États-Unis le cas Minor v. Happersett (en) pour légaliser par un arrêt de cette cour le droit de vote des femmes, en vain.

## Biographie

### Jeunesse et formation

#### Une famille de notables
Virginia Louisa Minor est la seconde fille et la troisième des sept enfants de Warner Minor, un propriétaire terrien, et de Maria Timberlake épouse Minor. Sa famille paternelle descend de Maindoort Doodes, un capitaine néerlandais qui s'est installé dans l'actuel comté de Middlesex dans l'État de Virginie. Il obtient sa naturalisation comme sujet du royaume d'Angleterre en 1673. L'arrière grand-père de Virginia Minor, John Minor est un riche planteur du comté de Spotsylvania (Virginie). Parmi les parents de John Minor il y a John B. Minor, professeur de droit à l'université de Virginie et Lucian Minor professeur de droit au Collège de William et Mary,,.

#### L'installation à Charlottesville
En 1826, alors que Virginia Minor est âgée de deux ans, sa famille part pour Charlottesville, où son père est employé comme intendant de l’hôtellerie de l'université de Virginie, où en plus de ses responsabilités matérielles il a aussi la charge de guide moral pour les étudiants qui résident dans l'internat,.

#### Études et mariage
Virginia Minor après avoir achevé ses études secondaires dans un des séminaires féminins de la Virginie elle épouse 31 août 1843, Francis Minor un lointain cousin qui après avoir suivi ses études à l'université de Princeton puis à University of Virginia School of Law (en) exerce le métier d'avocat.

#### L'implantation à Saint Louis
Après avoir vécu pendant une année dans l'État du Mississippi, le couple Minor part s'installer définitivement à Saint-Louis dans l'État du Missouri, où en 1852 naît leur enfant unique Francis Gilmer Minor qui meurt lors d'un accident de chasse en 1866,.

### Carrière

#### La guerre de Sécession
Bien que Virginia Minor et Francis Minor soient natifs des États du sud États-Unis, dès qu'éclate la guerre de Sécession, l'un comme l'autre prennent le parti de l'Union. En 1861, Virginia Minor rejoint les rangs de la St. Louis Ladies' Union Aid Society (en) afin d'aider et soutenir les soldats blessés et leurs familles. Son engagement la conduit à devenir membre de la Western Sanitary Commission ; cette dernière a pour mission de fournir les hôpitaux militaires en lits, pansements, médicaments, vêtements, nourriture diététique pour accompagner par exemple les blessés lors de la bataille de Shiloh et pendant la campagne de Vicksburg qui sont évacués vers Saint Louis,.

#### Le droit de vote des femmes
Quand prend fin la guerre de Sécession en 1865, la  St. Louis Ladies' Union Aid Society est dissoute. Virginia Minor et d'autres femmes entrent dans les débats et polémiques concernant les esclaves afro-américains émancipés par le Treizième amendement de la Constitution des États-Unis, qui obtiennent le droit de vote garanti par le Quatorzième amendement de la Constitution des États-Unis, cela leur donne l'idée que si les Noirs ont pu obtenir le droit de vote alors pourquoi pas les femmes,,.

#### L'action militante

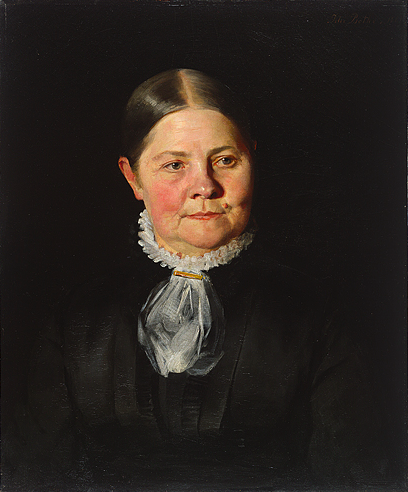
Portrait de Lucy Stone par la peintre Ida Bothe.

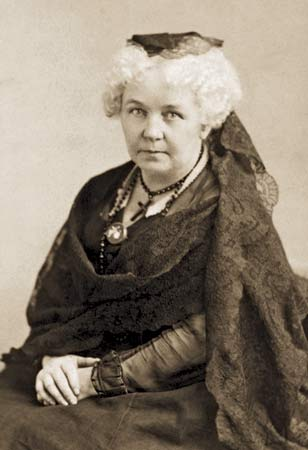
Portrait photographique de Elizabeth Cady Stanton.

Virginia Minor est la première femme à s'engager publiquement en faveur du droit des femmes dans l'État du Missouri. En 1867, elle fait circuler une pétition qui recueille 355 signatures qu'elle présente à la législature du Missouri, pétition qui réclame une clause additionnelle au Quatorzième amendement de la Constitution des États-Unis, qui inclut au droit de vote des Noirs celui des femmes. Demande rejetée par la législature du Missouri,,.
Face à ce rejet, en 1867, Virginia Minor et ses amies pétitionnaires créent la section de la National Woman Suffrage Association (association crée par Susan B. Anthony et Elizabeth Cady Stanton). au Missouri, Virginia Minor en est élue première présidente charge qu'elle occupe jusqu'à sa démission en 1871, date à laquelle la National Woman Suffrage Association décide de devenir une force d’appoint de American Woman Suffrage Association créée par Lucy Stone,,.

#### Le droit de vote des femmes soumis à la Cour suprême

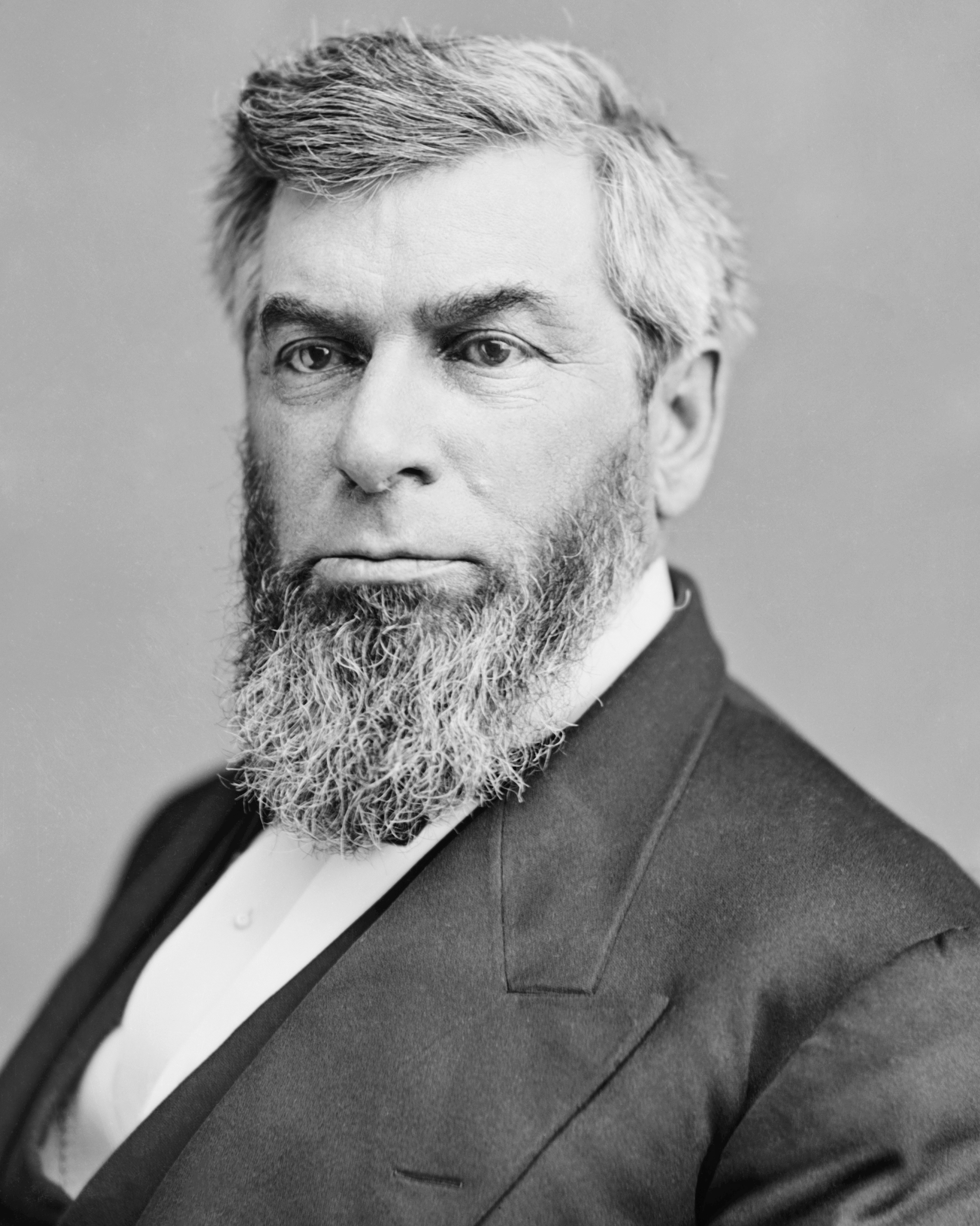
Photographie de Morrison Waite président de la Cour suprême des Etats-Unis.

En novembre 1872, à l'occasion de l'élection présidentielle américaine de 1872, Virginia Minor, accompagnée de son mari, se présente à la mairie de Saint Louis pour être inscrite sur le registre des électeurs . L'officier responsable, Reese Happersett, refuse son inscription au nom de la Constitution de l'État du Missouri qui spécifie que seuls les hommes ont le droit de vote. Virginia Minor fait alors appel à la Cour suprême du Missouri qui confirme la décision de  Reese Happersett, allant jusqu'au bout de sa démarche, en 1874, elle et Francis Minor soumettent leur requête à la Cour suprême des États-Unis, qui doit rendre une décision sur le droit de vote des femmes c'est le cas Minor v. Happersett (en). La Cour suprême des États-Unis, présidée par Morrison Waite rend son avis le 29 mars 1875, elle rejette l'argument du Quatorzième amendement de la Constitution des États-Unis  qui dans son texte « donne la citoyenneté à toute personne née ou naturalisée aux États-Unis » et qu'« aucun État ne peut promulguer ou appliquer une loi qui limite les privilèges ou immunités des citoyens », par conséquent, elle refuse à l’unanimité de ses membres de donner le droit de vote aux femmes. Cet avis, bien que négatif, souligne l'importance du droit de vote des femmes dans l'opinion publique,,,.

#### Continuer l'action en faveur du droit de vote des femmes
En 1879, Virginia Minor est réélue présidente de la section de la National Woman Suffrage Association au Missouri,.

### Vie privée
Virginia Minor décède des suites d'un abcès au foie le 14 août 1894, lors de ses funérailles, selon ses volontés, nul représentant d'une Église est présent, du fait de l'opposition de ces Églises au droit de vote des américaines. Elle est inhumée au cimetière Bellefontaine situé dans la ville de Saint-Louis.

## Pour approfondir

#### Notices dans des encyclopédies et manuels de références
- (en-US) Edward T. James (dir.), Janet Wilson James, (dir.), Paul S. Boyer (dir.) et Helen R. Pinkney (rédactrice), Notable American Women 1607-1950, vol. 2 : G-O, Cambridge, Massachusetts, Belknap Press of Harvard University (réimpr. 1974, 1982, 2014) (1re éd. 1971), 659 p. (ISBN 9780674288355, lire en ligne), p. 550-551. ,
- (en-US) Robert McHenry (dir.), Famous American Women : A Biographical Dictionary from Colonial Times to the Present, New York, Dover Publications (réimpr. 1983) (1re éd. 1980), 482 p. (ISBN 9780486245232, lire en ligne), p. 285,
- (en-US) Mark C. Carnes (dir.), John A.Garraty (dir.) et Sandra Opdycke (rédactrice), American National Biography, vol. 15 : McCutcheon - Moskowitz, New York, Oxford University Press, USA (réimpr. 1998, 2002, 2005) (1re éd. 1990), 980 p. (ISBN 9780195127942, lire en ligne), p. 576-577. ,
- (en-US) Anne Commire (dir.), Deborah Klezmer et Jackie Maurice (rédactrice), Women in World History, vol. 11 : Mek-N, Waterford, Connecticut, Yorkin Publications, Gale Group (réimpr. 2002) (1re éd. 1999), 921 p. (ISBN 9780787640705, lire en ligne), p. 155-156. ,

#### Articles
- (en-US) William A. Blair, « Justice versus Law and Order: The Battles over the Reconstruction of Virginia's Minor Judiciary, 1865-1870 », The Virginia Magazine of History and Biography, vol. 103, no 2,‎ avril 1995, p. 157-180 (25 pages) (lire en ligne ),
- (en-US) Angela G. Ray et Cindy Koenig Richards, « Inventing Citizens, Imagining Gender Justice: The Suffrage Rhetoric of Virginia and Francis Minor », Quarterly Journal of Speech, vol. 93, no 4,‎ novembre 2007, p. 375-402 (27 pages) (lire en ligne),